# Blechroneromia malagasy
Blechroneromia malagasy là một loài bướm đêm trong họ Geometridae.